# Lucifer (fumetto)
Lucifer Samael Morningstar è un personaggio immaginario che appare soprattutto come personaggio di supporto nel fumetto Sandman e come il protagonista di uno spin-off, entrambi pubblicati sotto il marchio Vertigo, etichetta della DC Comics.
Anche se varie rappresentazioni di Lucifero - l'angelo caduto e il diavolo della cristianità biblica - sono state presentate dalla DC Comics nel loro percorso, questa interpretazione di Neil Gaiman ha debuttato in Sandman nel 1989.
In seguito, il personaggio ha acquisito una serie di spin-off di Lucifer da poco conclusa con la sesta stagione, scritta da Mike Carey, che descrive le sue avventure sulla Terra, il Cielo e in vari altri regni delle creazioni della sua famiglia e in vuoti non elaborati dopo aver abbandonato l'Inferno nella serie Sandman.
Lucifer appare anche come personaggio di supporto nei numeri di The Demon, The Spectre e altri fumetti dell'Universo DC. Due angeli, svariati diavoli, un uomo e, brevemente, Superman hanno preso il suo posto come governatore dell'Inferno.
Dal fumetto è stata tratta una serie TV che vede il protagonista, interpretato dall'attore britannico Tom Ellis, abbandonare l'Inferno per trasferirsi a Los Angeles ed aprire un club, dove dispensa favori e occasionalmente collabora con la poliziotta Chloe Decker; il suo abbandono viene malvisto da Dio, che invia l'angelo Amenadiel a convincerlo a tornare nel suo regno.